# Hof van Kamerijk

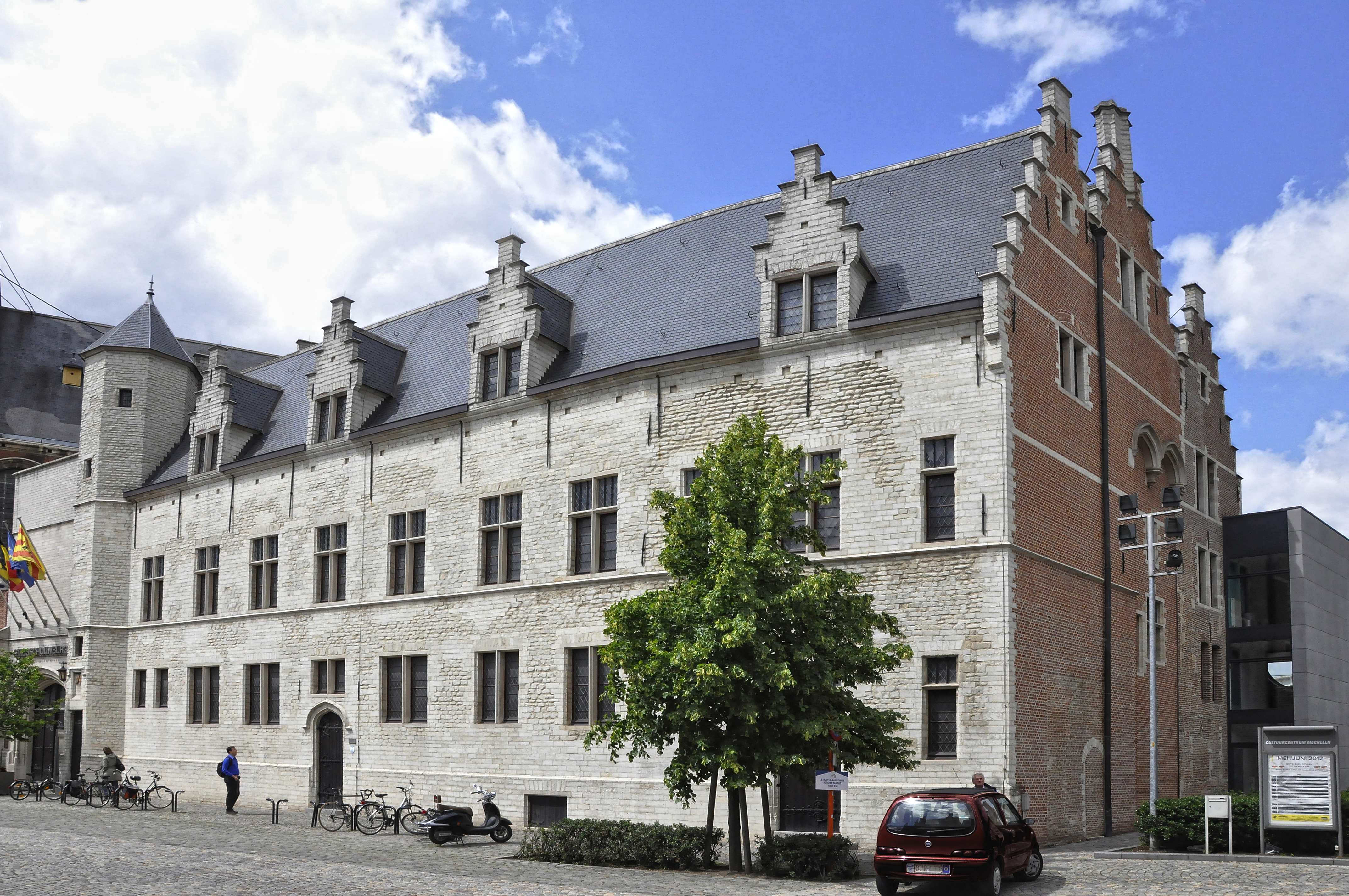
Het Hof van Kamerijk te Mechelen

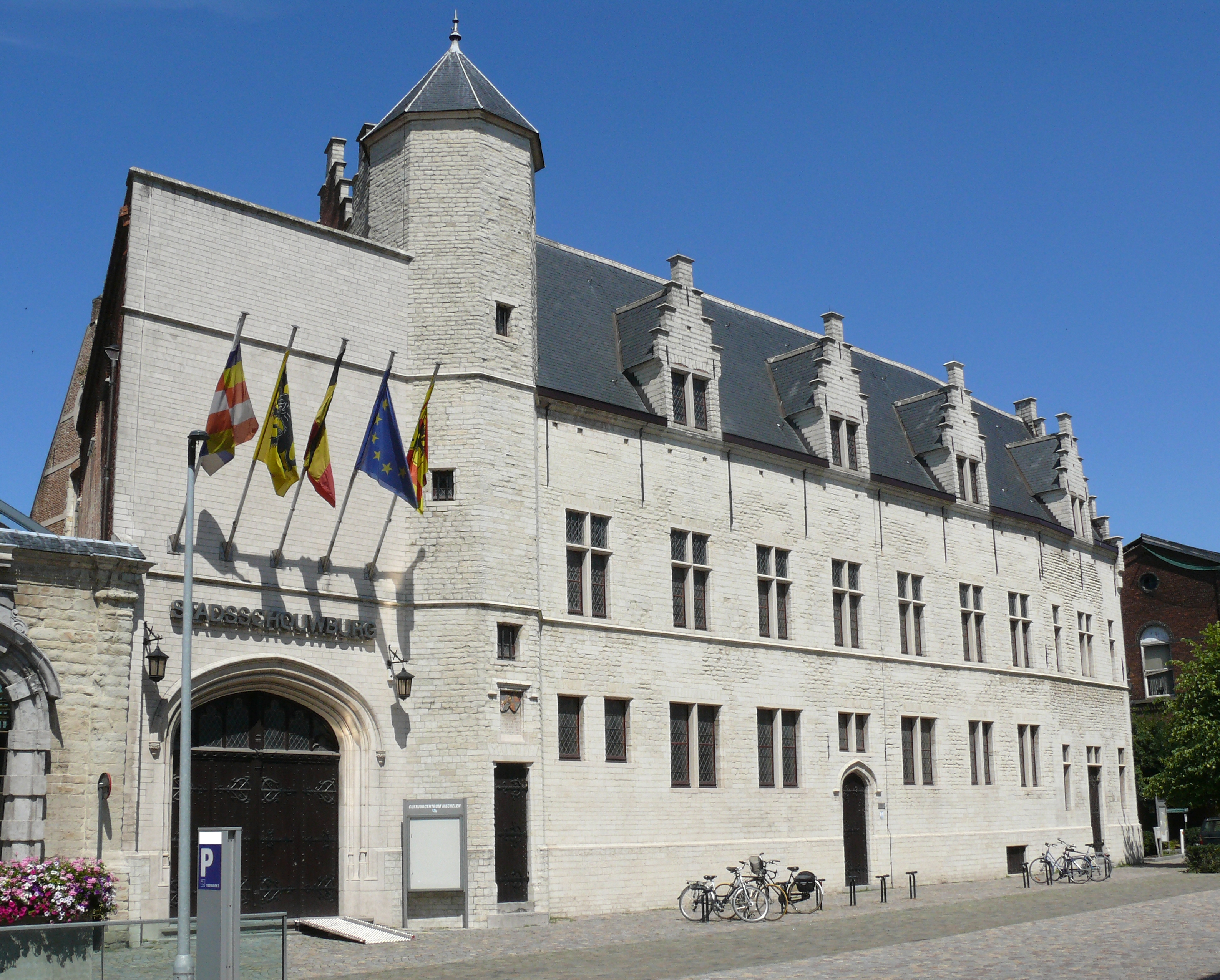
Het Hof van Kamerijk te Mechelen

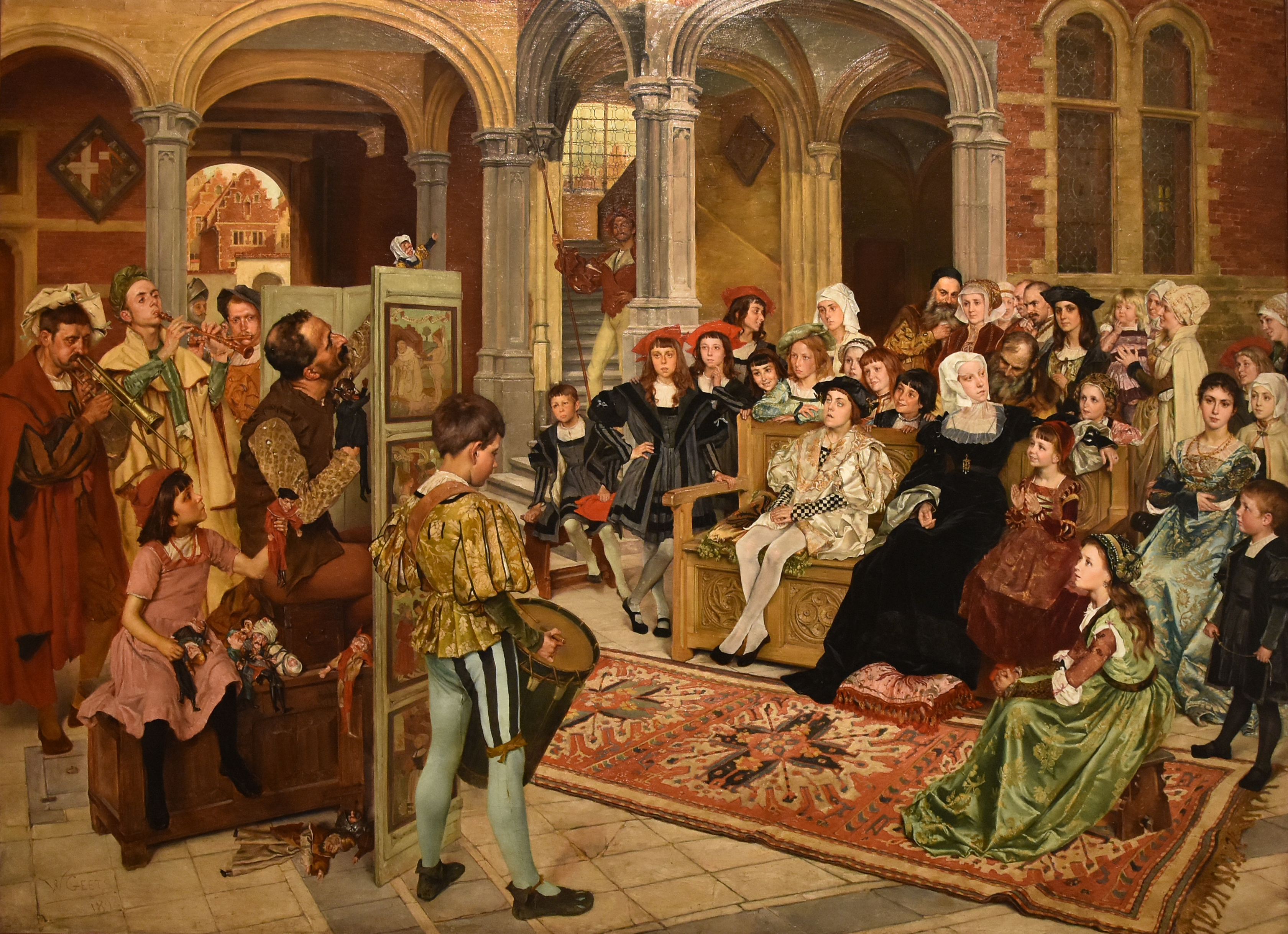
Poppenspel aan het hof van Margaretha van Oostenrijk in het Museum Hof van Busleyden

Het Hof van Kamerijk of het paleis van Margaretha van York is een gebouw in de Belgische stad Mechelen. Het ligt naast de Sint-Pieters-en-Pauluskerk en tegenover het Hof van Savoye, de residentie van Margaretha van Oostenrijk.
Margaretha van York vestigde zich in Mechelen na het overlijden van haar echtgenoot Karel de Stoute in 1477. Mechelen was de rijkste stad van haar weduwgift. Later werd het paleis het Keizershof genoemd omdat hier prinsen en prinsessen verbleven en ook de latere keizer Karel V. Het gebouw omvatte een erekoer, een tuin, een raadzaal, stallingen, een kaatsbaan, een schietstand en een badinrichting.

## Margaretha's eerste residentie in Mechelen
De stad Mechelen kocht in 1477 een patriciërswoning langs de Keizerstraat van Jan van Bourgondië, bisschop van Kamerijk en maakte het terrein klaar voor uitbreiding door de aankoop van acht woningen in de Keizerstraat die men afbrak. De koop werd op 14 november geregistreerd in het Goedenisboek. Enkel een perceel tussen de Keizerstraat, Blokstraat, Voldersheergracht en de stadswal, eigendom van de Sint-Jansparochie, verwierf de stad niet. Margaretha liet de bestaande woning van de bisschop aanzienlijk uitbreiden. Toezicht op de werf hield Antoon I Keldermans, meester-metselaar van de stad. Het paleis omvatte een erekoer, een tuin, een raadzaal die ze evenwijdig met de Keizerstraat liet bouwen, stallingen, een kaatsbaan, een schietstand en een badinrichting.
Na het overlijden van Maria van Bourgondië tijdens een valkenjacht in 1482, dochter van Karel de Stoute en stiefdochter van Margaretha van York, groeide haar zoon Filips de Schone hier op. Ook na zijn huwelijk met Johanna de Waanzinnige verbleef hij hier korte tijd.
Na het overlijden van Margaretha van York in 1503 verhuisde het hof naar Leuven. Men betrok een oude burcht op de Keizersberg, anno 2015 een benedictijnenklooster. Toen Filips en Johanna in 1505 vanuit Middelburg naar Spanje zeilden mochten de kinderen terugkeren naar het Keizershof in Mechelen.

## Prinsen en prinsessen aan het Keizershof

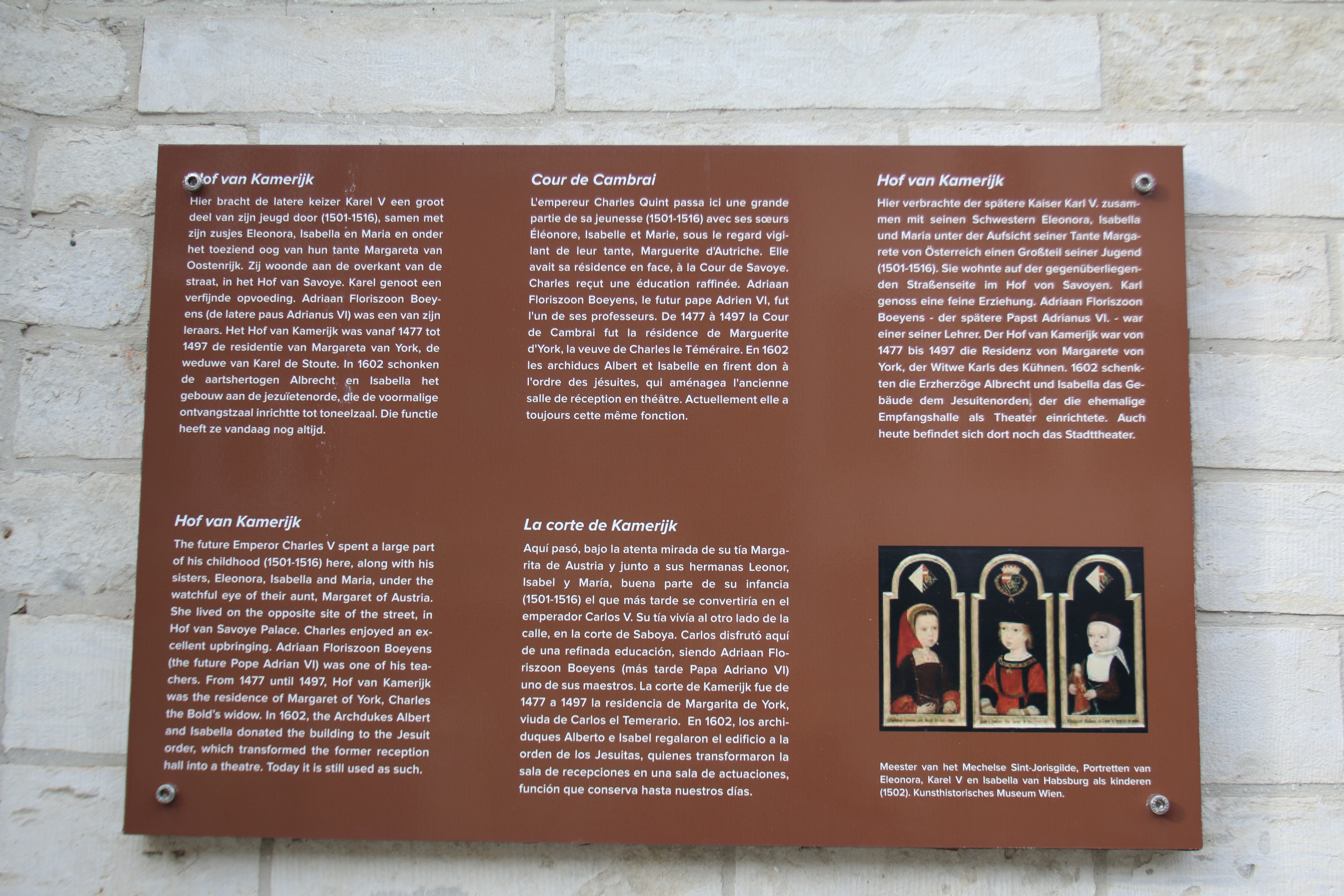

Filips en Johanna kozen ook deze plek voor hun kinderen Eleonora, Karel, Isabella en Maria. Mechelen was een rustiger stad dan Brugge en Gent, ver van de staatszaken in Brussel. De kinderen hadden een hofhouding van veertig personen waaronder voedsters en wiegsters die in hun beginjaren een grote rol speelden. Met een van hen, Barbara Servels, behield Karel haar leven lang een band. Op rekeningen staat de aankoop genoteerd van ABC-boekjes voor de kinderen. Karel en Eleonara kregen een klavichord en Isabella een poppenbedje. Na het overlijden van Margaretha van York nam Margaretha van Oostenrijk de zorg voor de kinderen over. Ze nam de kinderen mee naar allerhande activiteiten in de stad zoals kermissen, processies, meiboomplantingen en competities van de schuttersgilden. Men organiseerde voor hen in augustus 1510 een hertenjacht op de Grote Markt waarbij ze mochten toekijken vanuit een raam van het gasthof De Zwaan, anno 2015 café Royal.
Ondertussen was het aantal personeelsleden gestegen tot negentig. In het Keizershof hield men jachtpartijen en hofbals terwijl bij kerkelijke gelegenheden muziek en zang te horen was. Goochelaars en poppenspelers zorgden voor amusement. Tijdens de winter nam een slede hen mee door de sneeuwvelden in de buurt. Die leek dan op een schip, opgetuigd als ze was met wapenschilden, banieren en wimpels. Karel leerde hier ook het Diets hetgeen hem populair maakte bij zijn onderdanen in de Nederlanden. In 2021 werd de tentoonstelling Kinderen van de Renaissance in het Museum Hof van Busleyden gewijd aan de opvoeding van de prinsenkinderen in Mechelen.
In 1985 werd het gebouw beschermd als monument.
Anno 2016 is hier de stadsschouwburg van Mechelen gevestigd. De huidige gevel is het resultaat van een grondige restauratie in 1893 waarbij in grote lijnen het uitzicht van het paleis zoals getekend door Antonius Sanderus werd hersteld.